# Preston, Dover
Preston (även: Preston-next-Wingham) är en ort och civil parish i grevskapet Kent i sydöstra England. Orten ligger i distriktet Dover, cirka 11 kilometer nordost om Canterbury. Tätorten (built-up area) hade 587 invånare vid folkräkningen år 2021.